# Шиллерсдорф
Шиллерсдо́рф (фр. Schillersdorf) — коммуна на северо-востоке Франции в регионе Гранд-Эст (бывший Эльзас — Шампань — Арденны — Лотарингия), департамент Нижний Рейн, округ Саверн, кантон Ингвиллер. До марта 2015 года коммуна административно входила в состав кантона Буксвиллер (округ Саверн).
Площадь коммуны — 7,53 км², население — 444 человека (2006) с тенденцией к стабилизации: 448 человек (2013), плотность населения — 59,5 чел/км².

## Население
Население коммуны в 2011 году составляло 439 человек, в 2012 году — 440 человек, а в 2013-м — 448 человек.
| 1962 | 1968 | 1975 | 1982 | 1990 | 1999 | 2006 | 2008 | 2011 | 2012 | 2013 |
| ---- | ---- | ---- | ---- | ---- | ---- | ---- | ---- | ---- | ---- | ---- |
| 469  | 449  | 434  | 445  | 479  | 456  | 444  | 441  | 439  | 440  | 448  |

Динамика населения:

## Экономика
В 2010 году из 267 человек трудоспособного возраста (от 15 до 64 лет) 205 были экономически активными, 62 — неактивными (показатель активности 76,8 %, в 1999 году — 74,0 %). Из 205 активных трудоспособных жителей работали 196 человек (102 мужчины и 94 женщины), 9 числились безработными (четверо мужчин и 5 женщин). Среди 62 трудоспособных неактивных граждан 9 были учениками либо студентами, 39 — пенсионерами, а ещё 14 — были неактивны в силу других причин.